# カザミッチョラ・テルメ
カザミッチョラ・テルメ（イタリア語: Casamicciola Terme）は、イタリア共和国カンパニア州ナポリ県にある、人口約8,200人の基礎自治体（コムーネ）。
ナポリ湾西部に浮かぶイスキア島にあるコムーネの一つである。
Termeの名の通り温泉が湧く地域であり、高級スパリゾートが点在する。

## 地理

### 位置・広がり
イスキア島北部に位置する。県都ナポリから西南西へ33kmの距離にある。

#### 隣接コムーネ
隣接するコムーネは以下の通り。
- バラーノ・ディスキア
- フォリーオ
- イスキア
- ラッコ・アメーノ
- セッラーラ・フォンターナ